# 호른보스텔-작스
호른보스텔-작스 (Hornbostel-Sachs, 또는 작스-호른보스텔)는 에리히 모리츠 폰 호른보스텔과 쿠르트 작스가 세운 악기 분류 체계를 말한다. 1914년 〈자이트슈리프트 퓨어 에뜨놀리지〉 (Zeitschrift für Ethnologie)에 처음으로 출간하였고, 영어 번역은 〈갈핀 소사이어티 저널〉에서 1961년 출간하였다. 이 체계는 민족음악학자와 악기학자들이 악기를 분류하는데 가장 많이 사용하는 체계이다.
이 체계는 19세기 후반 브뤼셀의 악기 박물관 큐레이터 빅토르 샤를 마히용의 악기 해설 목록인 〈분류시론〉에 근거를 두고 있다. 마히용은 소리를 만들어내는 재료의 성질 (기주, 현, 막, 몸체)에 따라 악기를 크게 네 가지로 나누었다. 이것은 2000여 년 전에 쓰여진 인도의 음악 및 연극론서 《나티야 샤스트라》에서 차용한 것이다. 마히용의 체계는 대부분이 서양 고전 음악에 쓰이는 악기를 분류하는 것에만 한정되어 있었다. 호른보스텔-작스 체계는 마히용의 체계를 확장시켜 모든 문화권의 악기를 분류할 수 있도록 만들었다.
호른보스텔-작스는 듀이십진분류법의 형태에 바탕을 두었다. 몇 가지 하단 분류로 나뉘는 다섯가지 상위 분류로 이루어져 있으며, 300개가 넘는 기본 분류가 추가되었다. 상위 다섯가지 분류는 아래에 나와있다.

## 체명악기 (1)
체명악기(體鳴樂器, idiophone)는 직접 진동하여 소리를 내는 악기를 말한다.

## 막명악기 (2)
막명악기(膜鳴樂器, membranophone)는 막을 쳐서 그 진동에 의해 소리가 나는 악기를 말한다.

## 현명악기 (3)
현명악기(絃鳴樂器, chordophone)는 현의 진동으로 소리를 내는 악기를 말한다

## 기명악기 (4)
기명악기(氣鳴樂器, aerophone)는 공기의 진동을 통해 소리를 내는 악기를 말한다.

## 전명악기 (5)
전명악기(電鳴樂器, electrophone)는 전기적인 처리로 소리를 만드는 악기를 말한다.